# Gayophytum
Gayophytum es un género de plantas herbáceas anuales de la familia Onagraceae. Tiene unas veinte especies, la mayoría en Norteamérica.
Tiene los tallos floridos con una altura de hasta un metro con las hojas estrechas. Produce flores de color blanco con motas rosas o rojas.

## Especies seleccionadas
- Gayophytum decipiens
- Gayophytum diffusum
- Gayophytum eriospermum
- Gayophytum heterozygum
- Gayophytum humile
- Gayophytum oligospermum
- Gayophytum racemosum
- Gayophytum ramosissimum